# Ennoda

Schemat detektora FM z ennodą

Ennoda (inaczej: nonoda) to rodzaj próżniowej lampy elektronowej z dziewięcioma elektrodami: anodą, katodą i siedmioma siatkami, zaprojektowana specjalnie do pracy jako detektor sygnału zmodulowanego w częstotliwości FM.
Siatka pierwsza, podobnie jak w innych typach lamp próżniowych, jest siatką sterującą, która reguluje prąd emitowany z katody. W praktyce siatka ta ma stały potencjał, właściwymi siatkami sterującymi są siatki trzecia i piąta. Siatki druga, czwarta i szósta to siatki ekranujące, a siatka siódma jest siatką hamującą, o roli analogicznej jak siatka trzecia w pentodzie.
Lampa ta została specjalnie zaprojektowana do pracy jako detektor modulacji FM. Do obu siatek wejściowych (trzeciej i piątej) przykłada się napięcie zmodulowane w częstotliwości o przesunięciu fazowym proporcjonalnym do chwilowej wartości dewiacji. Konstrukcja lampy jest taka, że prąd anodowy płynie tylko w sytuacji, gdy na obu siatkach sterujących są jednocześnie dodatnie napięcia, a więc prąd anodowy będzie miał kształt impulsów o czasie trwania proporcjonalnym do przesunięcia fazowego, czyli dewiacji. Wartość średnia prądu anodowego jest w związku z tym proporcjonalna do dewiacji, czyli odtwarza sygnał zmodulowany.
Zaletą detektora wykorzystującego ennodę jest prosta konstrukcja i niewrażliwość na szkodliwą modulację amplitudy (AM). Jednak pomimo tych zalet, układ ten był bardzo rzadko stosowany. W europejskim systemie oznaczeń lamp ennodzie odpowiada litera Q. Przykładem ennody jest lampa EQ80.